# Cherenkov Telescope Array
Cherenkov Telescope Array (zkratka CTA nebo CTAO, plným názvem Cherenkov Telescope Array Observatory, v překladu Pole Čerenkových teleskopů) je projekt výstavby nové generace pozemních přístrojů pro měření kosmického gama záření. Bude se skládat z více než 60 teleskopů a má být schopen detekovat gama záření v energetickém rozsahu od několika desítek GeV do přibližně 300 TeV.

## Složení

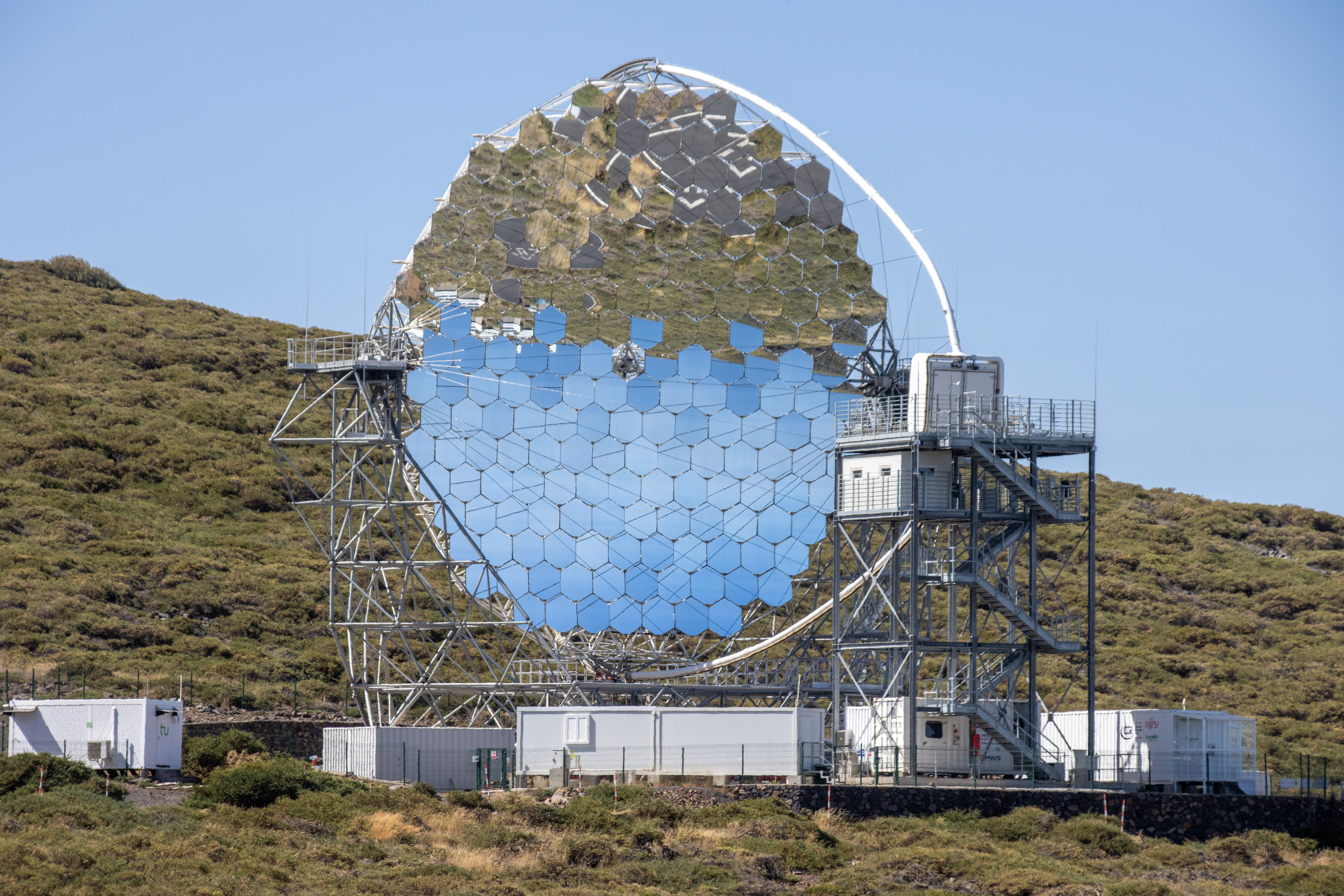
Čerenkovův teleskop současné observatoře MAGIC na ostrově La Palma, který má být začleněn do Cherenkov Telescope Array North

Celá observatoř se bude skládat ze dvou částí:
- Soustava na severní polokouli (Cherenkov Telesope Array North – CTAN): na observatoři Roque de los Muchachos na španělském ostrově La Palma, se bude zaměřovat na studium extragalaktických objektů při nejnižších možných energiích.
- Soustava na jižní polokouli (Cherenkov Telesope Array South – CTAS): na observatoři Paranal v chilské poušti Atacama, která má pokrývat celý energetický rozsah a soustředit se na galaktické zdroje.

CTAO vychází z technologie pozemních detektorů gama záření současné generace (MAGIC na španělském ostrově La Palma, HESS v Namibii a VERITAS v Arizoně v USA), bude ale desetkrát citlivější a bude mít výrazně vyšší přesnost při detekci gama záření vysokých energií.